# فیسوم
فیسوم (به آلمانی: Vissum) یک منطقهٔ مسکونی در آلمان است که در ارندزی واقع شده‌است. فیسوم ۲۴۰ نفر جمعیت دارد.